# Delias mullerensis
Delias mullerensis is een vlindersoort uit de familie van de Pieridae (witjes), onderfamilie Pierinae.
Delias mullerensis werd in 1999 beschreven door Morinaka & Nakazawa.